# جو غوردون
جو غوردون (بالإنجليزية: Joe Gordon)‏ (و. 1915 – 1978 م) هو لاعب كرة قاعدة، من الولايات المتحدة، ولد في لوس أنجلس، يلعب كقاعدي ثاني ‏، توفي في ساكرامنتو، كاليفورنيا، عن عمر يناهز 63 عاماً.

## روابط خارجية
- جو غوردون على موقعبيزبول رفرنس.كوم (الدوري الرئيسي) (الإنجليزية)
- جو غوردون على موقعبيزبول رفرنس.كوم (الدوري الثانوي) (الإنجليزية)
- جو غوردون على موقع مشجعي الرسوم البيانية (الإنجليزية)
- جو غوردون على موقع قاعة مشاهير كرة القاعدة (الإنجليزية)